# 톨루엔
톨루엔(toluene 영어: IPA: [tɑ́ljuìːn] 탈류인[*])은 톨루올(toluol), 메틸벤젠(methylbenzene), 페닐메탄(phenylmethane)로도 불리는 시너 냄새가 나는 불용성 액체로, 벤젠의 수소 원자 하나를 메틸기로 치환하여 얻는 화합물이다. 방향족 탄화수소로, 용매로 쓴다. 사카린의 원료로 사용되기도 한다. 화학식 C7H8(C6H5CH3)이다
톨루엔의 분자식은 C6H5CH3로 벤젠 고리에 CH3가 한 개 붙어 있는 형태이다. 상온에서 액체상태이며 투명하고 독특한 냄새가 난다. 프리델크래프트 알킬화 반응을 통해 2-클로로에탄을 이용해서 제조한다. 질산과 함께 진한 황산을 사용하여 탈수 나이트로화 반응을 하면 트라이나이트로톨루엔(TNT)이 생성된다.

## 같이 보기
- 방향족 탄화수소